# 不応為条
不応為条（ふおういじょう）とは、律令法に設けられた規定の1つ。法令に該当する条文が無い場合、裁判官がその情理に基づいて処罰を認めた条文。不応得為条とも。

## 概要
日本の養老律令においては、雑律の逸文からその存在を知ることが出来る他、職制律将雑薬至膳所条の疏にも同規定に基づく注釈がある。すなわち、法令に定めた罪には該当しないが、道徳や道理の観点から為すべからざる行為であると裁判を担当した者が判断した場合には、法に規定が無くても刑罰を科すことが認められていた。ただし、この規定で科すことが出来るのは軽犯罪に限定され、その刑罰は笞罪や杖罪などの比較的軽いものであった。
この考え方は日本の法律においては長い間にわたって維持され、明治時代に制定された新律綱領および改定律例においても採用された。この規定に基づいて処分された事件を不応為罪とも称する。
不応為条は断罪無正条とともに、裁判官の擅断による処分が行われる危険性を持つ一方で、絶対的法定刑（固定刑）の要素が強かった東洋の刑事法においてその弾力的運用を維持する効果（「法の欠缺補充機能」及び「減刑機能」）を有した。その反面、欧米の刑事法の基本原則の1つである「罪刑法定主義」においては、裁判官の裁量のみに基づく刑事処分を認めた不応為条の存在は相いれないものであった。このため、1876年（明治9年）に細川潤次郎らの意見によって元老院で不応為条廃止の決議が出されたが、太政官と司法省は廃止の必要性は認めつつも、法典整備まで決議内容の実施の引き延ばしを図り、結局4年後の1880年（明治13年）に明治15年刑法（旧刑法）が公布まで決議の回答についての結論を出さず、同法成立直後に新しい刑法に罪刑法定主義が盛り込まれたことと同条が廃止されることを理由に決議を却下し、さらに2年後の同法の施行による不応為条の廃止に至るまで同規定の延命を図っている（明治13年7月26日付司法卿田中不二麻呂（不二麿）意見書および同8月7日付太政官法務部議按）。
一方、司法省ではボアソワードを迎えて刑法編纂が進められていたが、その中でこれまで不応為条や断罪無正条をもって処分されていた事案の類型化が進められた。その結果、1882年（明治15年）の明治15年刑法（旧刑法）施行によって廃止されることになった。なお、司法省では不応為条廃止による裁判官の混乱を防止するために事案ごとの新旧法令の対照表を作成するなどの対策が採られたが、当初は裁判官の欧米の法体系に基づく新しい法律の解釈に対する不慣れもあって、無銭飲食・宿泊が詐欺罪であるとする判断が導けずに条文が無いとして無罪判決を出す誤審が発生して大審院で原判決が破棄されるなどの事態が発生するなどの混乱がみられた。